# Christuskerk (Dresden-Strehlen)
De Christuskerk (Duits: Christuskirche) is een protestants kerkgebouw in Strehlen, een Stadtteil van de Duitse stad Dresden. 

## Geschiedenis

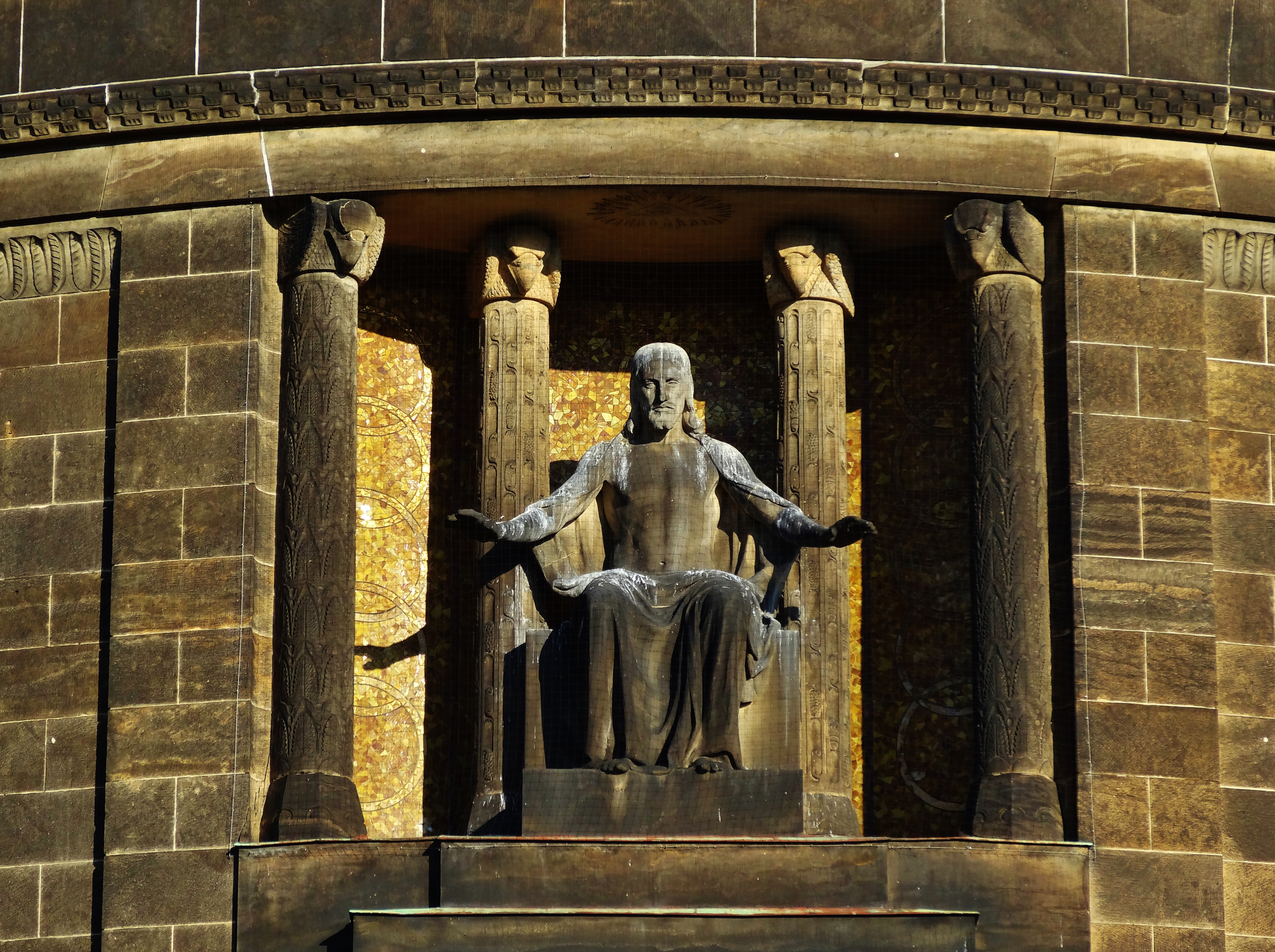
Gevelversiering

De Christuskerk werd in 1902 tot 1905 gebouwd door het architectenbureau Schilling & Graebner in Strehlen, dat sinds halverwege de 19e eeuw een geliefde woonplaats werd voor de hogere klassen. 
Het beeldhouwwerk aan de kerk stamt van Karl Groß, de portaalversiering van Peter Pöppelmann. De beschildering werd oorspronkelijk door Otto Gussmann aangebracht en de klokken waren afkomstig van de klokkengieterij Schilling uit Apolda.
Tijdens de bombardementen op Dresden in februari 1945 raakte de kerk beschadigd door een in de buurt van de kerk ontplofte luchtmijn. Grote delen van de dakbedekking ging verloren en ook de kleurrijke ramen van de kerk werden vernietigd. In de jaren daarop trad vervolgschade op aan het stucwerk en het schilderwerk. Pas vanaf 1950 werd begonnen met het herstel van het dak en op 15 oktober 1951 werd het gebouw opnieuw in gebruik genomen.
Het kerkgebouw vervoegt over 1200 plaatsen en geldt als het eerste moderne kerkgebouw van Duitsland na een periode waarin het historisme als bouwstijl domineerde. De kerk staat op een hoogte en is met de twee torens met een hoogte van 66 meter sterk beeldbepalend. Het is tegenwoordig de enige kerk in Dresden met dubbele torens, nadat de protestantse Sophiekerk en de katholieke Franciscus Xaveriuskerk in de Tweede Wereldoorlog werden verwoest. Het zandstenen gebouw is in de loop der tijd bijna zwart verkleurd.  
In de jaren 1973-1980 volgde een restauratie. Het interieur werd naar een ontwerp van Helmar Helas ongeveer conform de oorspronkelijke stijl hersteld. 
Door het hoofdportaal van de kerk komt men in een voorhal, die ook het bruidsportaal wordt genoemd. De koepel van de kerk heeft een doorsnee van 18 meter. In de koornis staat een altaar van marmer, waarop een groot wit marmeren kruis staat. Het wordt geflankeerd door de beelden van de heiligen Paulus en Johannes, die door August Hudler werden gemaakt. 
Sinds 1980 is de Christuskerk een beschermd monument.

## Orgel
Tegenover het altaar bevindt zich de westelijke galerij, waarop het door de gebroeders Jehmlich in het jaar 1905 als opus 224 gebouwde orgel staat. Ook het orgel raakte in de Tweede Wereldoorlog beschadigd en na provisorisch herstel na de oorlog werd het orgel tussentijds vergroot. In de jaren 1984-1988 vernieuwde Johannes Schubert het orgel op een wijze, die poogde neobarokke, Franse en romantische elementen te verenigen. Desondanks bleef circa 60% van het originele pijpwerk bewaard. In de jaren 2013-2015 werd het orgel door de bouwfirma onder leiding van Ralf Jehmlich nauwgezet in de oorspronkelijke staat gereconstrueerd. Het bezit 62 registers verdeeld over drie manualen en pedaal, die door pneumatische kegelladen worden aangespeeld. Het instrument vervoegt nu over 4140 pijpen en is daarmee het op twee na grootste orgel in Dresden.